# Фишер, Антон Хуберт
Антон Хуберт Фишер (нем. Antonius Hubert Fischer; 30 мая 1840, Юлих, Рейнская провинция, Королевство Пруссия — 30 июля 1912, Нойенар, Германская империя) — немецкий кардинал. Титулярный епископ Юлиополиса и вспомогательный епископ Кёльна с 14 февраля 1889 по 6 ноября 1902. Архиепископ Кёльна с 6 ноября 1902 по 30 июля 1912. Кардинал-священник с 22 июня 1903, с титулом церкви Санти-Нерео-эд-Акиллео с 25 июня 1903.